# Marco Rossi (cestista)
Marco Rossi (Tradate, 3 dicembre 1981) è un cestista italiano.

## Palmarès
- Coppa Italia di Legadue: 3
 Veroli Basket: 2009, 2010, 2011